# William Hobson
Ne doit pas être confondu avec William Robert Hobson.
William Hobson (26 septembre 1792 - 10 septembre 1842), est un homme d'État. Il est le premier gouverneur de Nouvelle-Zélande et le co-auteur du traité de Waitangi.

## Biographie
Hobson est né à Waterford en Irlande. Il est le fils de Samuel Hobson, un avocat. Certaines sources disent qu'il est né en 1793.
Il rejoint la Royal Navy le 25 août 1803 à l'âge de 10 ans en tant que volontaire de seconde classe. Il sert dans les guerres napoléoniennes et plus tard il participe à la lutte contre la piraterie dans les Caraïbes. Il devient aspirant en 1806, et sept ans plus tard premier Lieutenant. Il est promu capitaine de frégate en mai 1824. En décembre 1834, il obtient une commission auprès de Lord George Eden d'Auckland pour aller aux Indes avec le HMS Rattlesnake. En 1836 on lui ordonne de se rendre en Australie ; il arrive à Hobart (Tasmanie) le 5 août 1836, et à Sydney (Nouvelle-Galles du Sud) 18 jours plus tard. Le 18 septembre 1836, il appareille pour une nouvelle colonie, Port Phillip District (aujourd'hui Melbourne), y emmenant le capitaine Lonsdale et d'autres officiers. Les trois mois qui suivent sont occupés à faire des levés et à explorer Port Phillip Bay, dont la partie nord sera nommée Hobson's Bay par le gouverneur Sir Richard Bourke. Son navire prend part à la fondation de Williamstown. On lui offre la possibilité de devenir le surintendant de la marine de Bombay avec un salaire de 2 000 £ par an, mais il refuse parce qu'il aimait l'Australie et était candidat au gouvernorat de Port Phillip, quoique le salaire y était plus bas (pas plus de 800 £ par an).
En 1837, il voyage vers la Bay of Islands (Nouvelle-Zélande), en réponse à un appel à l'aide de James Busby, qui se sentait menacé par les guerres entre les différentes iwi maori. Il y arrive le 26 mai 1837, aidant à réduire les tensions. À son retour en Angleterre en 1838, il rédige un rapport sur la Nouvelle-Zélande pour y proposer un système de commerce ainsi qu'un traité avec les Maori pour obtenir plus de terres.

### Carrière politique

#### Lieutenant-gouverneur de Nouvelle-Zélande
À l'époque le gouvernement britannique reconnaissait la souveraineté des Maori, telle que définie dans la déclaration d'indépendance de la Nouvelle-Zélande d'octobre 1835, organisée par Busby. Hobson est nommé lieutenant-gouverneur le 30 juillet 1839 sous les ordres du gouverneur de Nouvelle-Galles du Sud, Sir George Gipps, ainsi que consul en Nouvelle-Zélande (dès le 13 août 1839). Lord Normanby lui donne des instructions détaillées le 14 août 1839, fournissant des raisons pour l'intervention en Nouvelle-Zélande et des instructions sur l'achat des terres « par contraits justes et équitables ». Les terres sont alors vendues aux colons pour financer de nouvelles opérations.
Hobson et un petit groupe d'officiers arrivent à Bay of Islands le 29 juillet 1840 (aujourd'hui commémoré en tant que Auckland Anniversary Day). Parmi les officiers on trouve un conseil exécutif composé du secrétaire colonial, Willoughby Shortland, le trésorier colonial George Cooper et le ministre de la justice Francis Fisher. Le conseil législatif était composé de ces trois officiers ainsi que de trois juges de paix.

#### Le traité de Waitangi
Dès son arrivée Hobson travaille sur le traité de Waitangi avec son secrétaire James Freeman et James Busby. Après avoir obtenu des signatures dans la Bay of Islands, il voyage vers le port de Waitemata pour en obtenir d'autres et faire des levés pour trouver un lieu propice à la fondation d'une nouvelle capitale. Il envoie également le géomètre expert William Cornwallis Symonds chercher d'autres signatures. Après un accident vasculaire cérébral le 1er mars 1840 Hobson est ramené à la Bay of Islands, où il récupère et continue son travail.
Le 21 mai 1840, en réponse à la création d'une « république » par les colons de la New Zealand Company à Port Nicholson (aujourd'hui Wellington), qui créaient une nouvelle ville sous le drapeau d'une Nouvelle-Zélande indépendante, il proclame la souveraineté britannique sur toute la Nouvelle-Zélande malgré le fait que le traité de Waitangi était incomplet. Le 25 mai 1840 il envoie Willoughby Shortland et quelques soldats à Port Nicholson ; le conseil de colons est dissous. Son chef, William Wakefield, voyagera plus tard à la Bay of Islands pour y prêter serment à la Couronne. Sa suggestion de faire de Port Nicholson la capitale est rejetée en faveur d'un plan de Hobson pour une nouvelle ville située sur le port de Waitemata ; elle sera nommée Auckland en honneur du comte George Eden d'Auckland.
Le 11 juillet 1840, la frégate française L'Aube arrive à la Bay of Islands, en route vers la péninsule de Banks pour y créer une colonie de la Compagnie Nanto-Bordelaise. Hobson y envoie immédiatement deux magistrats pour y revendiquer la souveraineté britannique.
Vers la fin de 1840 les colons de Port Nicholson envoient une pétition à la Reine Victoria appelant au renvoi de Hobson se plaignant de sa façon de les traiter. Hobson répond le 26 mai 1841 au secrétaire des affaires étrangères.

#### Gouverneur de Nouvelle-Zélande
En novembre 1840 la reine signe une charte royale pour que la Nouvelle-Zélande devienne une colonie de la couronne séparée de celle de Nouvelle-Galles-du-Sud. Hobson est nommé en tant que gouverneur-général et commandant en chef le 3 mai 1841.
Hobson voyage à Wellington en août 1841, où il entend les plaintes des colons et des magistrats. Il visite Akaroa pour y régler les demandes des Français. De retour à Auckland, il a quelques difficultés avec les Maori ; son gouvernement est ridiculisé par les journalistes de Wellington et d'Auckland. Il répond en fermant le New Zealand Herald and Auckland Gazette. Se trouvant à court de fonds, il commence à distribuer des billets non autorisés en 1842. L'opposition des radicaux se fait plus virulente et ils envoient une pétition au secrétaire des affaires étrangères, demandant le renvoi de Hobson. L'une des dernières actions officielles de Hobson fut de déclarer le Auckland Anniversary Day, commémorant son arrivée à la Bay of Islands.
Hobson meurt d'un second accident vasculaire cérébral le 10 septembre 1842, à l'âge de 49 ans, avant d'être renvoyé de son poste. Il est enterré au cimetière de Symonds Street à Auckland.